# 王刚 (足球运动员)
王刚（1989年2月17日—），出生于天津，中国足球运动员，司职前锋。王刚身体素质出色，身高与速度都特别引人注目，因此很早就入选了国少队、国青队等各级国字号球队。现效力于北京国安队。

## 职业生涯
1999年，王刚进入天津火车头队。2004年随国少队获得亚少赛冠军，2005年曾随国少队参加秘鲁世少赛。
2006年，王刚代表天津火车头参加了乙级联赛。2007年夏季，王刚加盟葡萄牙超级联赛豪门本菲卡签订了1+3的合同，不过只在预备队度过了一个赛季，此后转战葡甲联赛。
2009年王刚与葡甲球队贝拉马尔签约。
2010年3月，中国国家队在葡萄牙与葡萄牙国家队进行热身赛，召入了王刚与张呈栋两名在葡萄牙效力的球员。王刚在比赛中替补上场，表现出色，尤其是有一次禁区内突破，虽然被裁判判为假摔，赛后已退役的葡萄牙著名球星鲁伊·科斯塔却认为这是明显的点球。但这场比赛不被国际足联承认为国际A级赛。
2010-2011年赛季开赛前，王刚在训练中受伤，王刚未能在2010年夏天没有获得贝拉马尔队的新合同。不过在2010年12月，王刚还是与贝拉马尔完成签约，成为第三名参加葡超的中国球员。2011年8月，中超球队山东鲁能泰山突然宣布与王刚完成签约，但是由于山东鲁能的报名名额已满，王刚无法参加下半赛季的比赛，被俱乐部租借到葡甲球队科维拉参加比赛到同年12月。
2015年6月，王刚加盟北京人和足球俱乐部，随队参加了三个半赛季的中甲及中超联赛。
2019年2月，王刚转会北京中赫国安足球俱乐部。2021年，为备战3月开踢的卡塔尔世预赛亚洲区40强赛下半程比赛，中国男足将于1月22日至2月10日在海口展开2021年首期集训，他入选27人名单。

## 荣誉

### 俱乐部

#### 贝拉马尔
- 葡萄牙足球甲级联赛：2009-10

#### 山东鲁能泰山
- 中国足协杯：2014

### 国家队

#### 中国国家少年足球队
- 亚足联U16少年锦标赛：2004